# Diffbus
Diffbus est le réseau de transport en commun communal de la ville de Differdange au Luxembourg. Ce réseau, constituant un réseau local « City-Bus », dessert la ville depuis septembre 2003 en complément des dessertes assurées par le réseau TICE desservant le canton d'Esch-sur-Alzette.
Exploité par l'autocariste Sales-Lentz, il est constitué de quatre lignes assurée chacune par un autobus. La flotte est entièrement électrique.

## Histoire
Le réseau est mis en service le 15 septembre 2003, à la suite d'une phase de test en décembre 2002 avec trois lignes (la 1 de couleur orange, la 2 de couleur bleue et la 3 de couleur rouge) et trois minibus de type Jonckheere Procity exploités par Sales-Lentz,. Le réseau est gratuit et coûte 350 000 € par an à la ville. Le choix de la gratuité, alors quasi inexistante au Grand-Duché, et d'un opérateur privé au lieu du TICE ont fait l'objet de critiques à travers tout le pays.
Face au succès du service, les Procity sont remplacés à compter du 15 septembre 2005 par trois midibus MAN (un NM 223 pour la ligne 1 et deux NM222 pour les autres lignes) de plus grande capacité et de nouveaux arrêts sont créés,.
En janvier 2010, les midibus sont remplacés par d'autres midibus, des MAN Lion's City M, moins polluants et plus récents,.
Le matériel est renouvelé le 6 juin 2017, après une période de tests en avril et mai, au profit d'autobus standards Volvo 7900 électriques, équipés d'un système permettant la recharge aux terminus,. Le réseau Diffbus est depuis cette date le premier réseau de bus 100 % électrique d'Europe, voire du monde ; une 4e ligne, la ligne 4 de couleur verte, est mise en service à cette date,,, par scission de la ligne 1.
Les équipements de recharge serviront à terme pour d'autres véhicules, comme des camions poubelle ou d'éventuels bus électriques achetés par le TICE.
Depuis septembre 2020, le réseau est complété par le « Ruffbus Dinola » (Dinola est l'acronyme de Differdange-Niederkorn-Oberkorn-Lasauvage), un service de transport à la demande destiné aux personnes à mobilité réduite ; contrairement au Diffbus, un trajet coûte 2 €,.

## Le réseau

### Présentation
Le réseau Diffbus est constitué de quatre lignes et est centré autour de l'arrêt Parc Gerlache qui voit passer trois des quatre lignes. Depuis, cet arrêt, les lignes partent vers les quartiers périphériques de Fousbann et Oberkorn, tandis que la ligne 1 assure une boucle pour Niederkorn, au départ de l'arrêt Im Mai.

### Lignes
| No | Parcours                                               | Exploitant  |
| -- | ------------------------------------------------------ | ----------- |
| 1  | (circulaire) Niederkorn — Im Mai via Niederkorn        | Sales-Lentz |
| 2  | (circulaire) Differdange — Parc Gerlache via Foussbann | Sales-Lentz |
| 3  | (circulaire) Differdange — Parc Gerlache via Oberkorn  | Sales-Lentz |
| 4  | (circulaire) Niederkorn — Im Mai via Parc Gerlache     | Sales-Lentz |

## Exploitation

### Matériel roulant
La flotte se compose de quatre Volvo 7900 électriques, et non hybrides-électriques comme ceux des AVL, chacun aux couleurs de la ligne qu'ils desservent.
Les bus se rechargent aux terminus équipés (parkings Gerlache et du centre hospitalier) par un pantographe se levant pour entrer en contact avec un portique de charge ; la charge dure cinq minutes, charge 80 % des batteries et offre 20 km d'autonomie, soit deux courses par ligne. La nuit, les véhicules sont aussi mis en charge, ce qui est nécessaire pour garantir le bon fonctionnement des batteries. Les bus possèdent une connexion Wi-Fi à bord.

### Remisage et entretien
Les bus sont remisés, rechargés et entretenus au dépôt Sales-Lentz de Bascharage, une section de la commune de Käerjeng.

### Tarification et financement
Le réseau est gratuit et coûte à la ville, en 2017, 1,1 million d'euros par an, contre 800 000 € avant la mise en service des bus électriques.